# Notolabrus
A Notolabrus a sugarasúszójú halak (Actinopterygii) osztályába a sügéralakúak (Perciformes) rendjébe és az ajakoshalfélék családjába tartozó nem.

## Rendszerezés
A nembe az alábbi 7 faj tartozik:
- Notolabrus celidotus
- Notolabrus ccelidotusinctus
- Notolabrus fucicola
- Notolabrus gymnogenis
- Notolabrus inscriptus
- Notolabrus parilus
- Notolabrus tetricus